# تشهار برة (غودرزي)
تشهار برة (بالفارسية: چهاربره) هي مستوطنة تقع في إيران في قسم غودرزي الريفي. يقدر عدد سكانها بـ 1,065 نسمة .